# Municipio de Liberty (condado de Dickinson)
El municipio de Liberty (en inglés: Liberty Township) es un municipio ubicado en el condado de Dickinson en el estado estadounidense de Kansas. En el año 2010 tenía una población de 342 habitantes y una densidad poblacional de 3 personas por km².

## Geografía
El municipio de Liberty se encuentra ubicado en las coordenadas 38°49′51″N 96°58′24″O / 38.83083, -96.97333. Según la Oficina del Censo de los Estados Unidos, el municipio tiene una superficie total de 113.82 km², de la cual 113,29 km² corresponden a tierra firme y (0,47 %) 0,54 km² es agua.

## Demografía
Según el censo de 2010, había 342 personas residiendo en el municipio de Liberty. La densidad de población era de 3 hab./km². De los 342 habitantes, el municipio de Liberty estaba compuesto por el 96,2 % blancos, el 1,17 % eran afroamericanos, el 0,88 % eran amerindios, el 0,29 % eran isleños del Pacífico, el 0,58 % eran de otras razas y el 0,88 % eran de una mezcla de razas. Del total de la población el 5,56 % eran hispanos o latinos de cualquier raza.